# Aleksei Ceremisinov
Aleksei Ceremisinov (în rusă Алексей Борисович Черемисинов) (n. 9 iulie 1985, Moscova) este un scrimer rus specializat pe floretă, campion european în 2012, campion european pe echipe în 2016, campion mondial în 2014 și vice-campion mondial pe echipe în 2015.

## Carieră
A început să practice scrima la vârsta de șapte ani, într-o sală aproape de casa. A fost pregătit mai întâi de antrenorul Leva Koreșkova.
În anul 2007 s-a alăturat echipei naționale a Rusiei. A încercat să se califice la Jocurile Olimpice din 2008 de la Beijing, dar a fost învins în sferturile de finală de românul Virgil Sălișcan la turneul de calificare de la Lisabona. La Campionatul European din 2011 de la Sheffield a ajuns în semifinală, dar a pierdut cu italianul Giorgio Avola și s-a mulțumit cu bronzul. În anul următor, a devenit campion european la Legnano 2012 după ce l-a învins pe neamțul Benjamin Kleibrink în finală.
A participat la Jocurile Olimpice din 2012 de la Londra, unde a fost învins în sferturile de finală de italianul Andrea Baldini. La Campionatul Mondial din 2014, „acasă” la Kazan, a cucerit medalia de aur, învingând în finală pe chinezul Ma Jianfei.

## Legături externe
Materiale media legate de Aleksei Ceremisinov la Wikimedia Commons
- Prezentare la Federația Rusă de Scrimă
- Prezentare Arhivat în 11 ianuarie 2015, la Wayback Machine. la Confederația Europeană de Scrimă